# 水岛宏一
水岛宏一（日语：／ Mizushima Kōichi，1965年8月1日—），日本男子竞技体操运动员。他曾获得1988年夏季奥运会体操比赛男子团体全能铜牌。他也参加了1986年亚洲运动会。